# Louis Bennett Jr.
Pour les articles homonymes, voir Bennett.
Louis Bennett Jr., né le 22 septembre 1894 à Weston et mort au combat le 24 août 1918 près de Marquillies, est un pilote américain et as de l'aviation pendant la Première Guerre mondiale.
En octobre 1917, il se rend au Canada et rejoint le Royal Flying Corps (RFC) à Toronto. Après l'entraînement, il est envoyé en France où il est affecté au No. 40 Squadron RAF. Au cours de sa brève mais remarquable carrière de neuf jours, Bennett effectue 25 sorties contre les Allemands, abattant neuf ballons d'observation ennemis.
Le 24 août 1918, après avoir détruit ses deux derniers ballons d'observation, son avion prend feu lorsqu'il est touché par un tir provenant du sol. Bennett s'écrase et meurt de ses blessures peu après.
Bennett n'a reçu aucune médaille pour ses actions au combat, mais l'aéroport de Weston a été plus tard nommé Louis Bennett Field (en) en son honneur.